# Oriol Romeu
Oriol Romeu Vidal (Ulldecona, 24 settembre 1991) è un calciatore spagnolo, centrocampista del Barcellona.

## Carriera

### Club

#### Barcellona
Calcisticamente cresciuto nelle giovanili del Barcellona, esordisce con i blaugrana il 14 agosto 2010, nella partita di andata della Supercoppa di Spagna contro il Siviglia (1-3), giocando tutta la gara. Il 15 maggio 2011 fa il suo esordio in Liga spagnola, nel pareggio casalingo per 0-0 contro il Deportivo La Coruña.

#### Chelsea
Il 4 agosto 2011 viene acquistato dal Chelsea per circa 5 milioni di euro; l'accordo prevede però un'opzione di riacquisto da parte del Barcellona valida fino al 2013. Il 10 settembre 2011 fa il suo esordio in Premier League, nel match vinto per 2-1 contro il Sunderland. Con il Chelsea conquista la Champions League nel 2012 e l'Europa League nel 2013.

#### I prestiti a Valencia e Stoccarda
Il 12 luglio 2013 passa in prestito al Valencia per un anno. A inizio febbraio è vittima di una meniscopatia, che lo costringe a chiudere la stagione in anticipo.
Il 4 agosto 2014 si trasferisce allo Stoccarda con la formula del prestito.

#### Southampton
Il 12 agosto 2015 viene acquistato per 7 milioni di euro dal Southampton, con cui firma un contratto triennale, con scadenza il 30 giugno 2018.

#### Girona, Barcellona e ritorno al girona
Il 31 agosto 2022 fa ritorno in Spagna dopo 8 anni venendo acquistato dal Girona.
Il 19 luglio 2023 viene acquistato per 3,4 milioni di euro dal Barcellona, club in cui è cresciuto e con cui firma un contratto triennale con una clausola di rescissione da 400 milioni di euro.
Il 5 agosto 2024 fa ritorno al girona con la formula del prestito.

### Nazionale
Ha giocato con la nazionale spagnola Under-19 e l'Under-20. Con quest'ultima ha preso parte ai Mondiali di categoria del 2009, giocando 2 partite.

## Statistiche

### Presenze e reti nei club
Statistiche aggiornate al 18 dicembre 2024
| Stagione            | Squadra             | Campionato          | Campionato | Campionato | Coppe nazionali | Coppe nazionali | Coppe nazionali | Coppe continentali | Coppe continentali | Coppe continentali | Altre coppe | Altre coppe | Altre coppe | Totale | Totale |
| Stagione            | Squadra             | Comp                | Pres       | Reti       | Comp            | Pres            | Reti            | Comp               | Pres               | Reti               | Comp        | Pres        | Reti        | Pres   | Reti   |
| ------------------- | ------------------- | ------------------- | ---------- | ---------- | --------------- | --------------- | --------------- | ------------------ | ------------------ | ------------------ | ----------- | ----------- | ----------- | ------ | ------ |
| 2008-2009           | Barcellona B        | SDB                 | 5          | 0          | -               | -               | -               | -                  | -                  | -                  | -           | -           | -           | 5      | 0      |
| 2009-2010           | Barcellona B        | SDB                 | 22+4       | 0          | -               | -               | -               | -                  | -                  | -                  | -           | -           | -           | 26     | 0      |
| 2010-2011           | Barcellona B        | SD                  | 18         | 1          | -               | -               | -               | -                  | -                  | -                  | -           | -           | -           | 18     | 1      |
| Totale Barcellona B | Totale Barcellona B | Totale Barcellona B | 45+4       | 1+0        |                 | -               | -               |                    | -                  | -                  |             | -           | -           | 49     | 1      |
| 2010-2011           | Barcellona          | PD                  | 1          | 0          | CR              | 0               | 0               | UCL                | 0                  | 0                  | SS          | 1           | 0           | 2      | 0      |
| 2011-2012           | Chelsea             | PL                  | 16         | 0          | FACup+CdL       | 2+3             | 0               | UCL                | 3                  | 0                  | -           | -           | -           | 24     | 0      |
| 2012-2013           | Chelsea             | PL                  | 6          | 0          | FACup+CdL       | 0+2             | 1               | UCL+UEL            | 1+0                | 0                  | CS+SU+Cmc   | 0           | 0           | 9      | 1      |
| Totale Chelsea      | Totale Chelsea      | Totale Chelsea      | 22         | 0          |                 | 7               | 1               |                    | 4                  | 0                  |             | 0           | 0           | 33     | 1      |
| 2013-2014           | Valencia            | PD                  | 13         | 0          | CR              | 1               | 0               | UEL                | 4                  | 0                  | -           | -           | -           | 18     | 0      |
| 2014-2015           | Stoccarda           | BL                  | 27         | 0          | CG              | 1               | 0               | -                  | -                  | -                  | -           | -           | -           | 28     | 0      |
| 2015-2016           | Southampton         | PL                  | 29         | 1          | FACup+CdL       | 1+3             | 1+0             | UEL                | 2                  | 0                  | -           | -           | -           | 35     | 2      |
| 2016-2017           | Southampton         | PL                  | 35         | 1          | FACup+CdL       | 2+3             | 0               | UEL                | 6                  | 0                  | -           | -           | -           | 46     | 1      |
| 2017-2018           | Southampton         | PL                  | 34         | 1          | FACup+CdL       | 5+1             | 0               | -                  | -                  | -                  | -           | -           | -           | 40     | 1      |
| 2018-2019           | Southampton         | PL                  | 31         | 1          | FACup+CdL       | 1+1             | 0               | -                  | -                  | -                  | -           | -           | -           | 33     | 1      |
| 2019-2020           | Southampton         | PL                  | 30         | 0          | FACup+CdL       | 2+3             | 0               | -                  | -                  | -                  | -           | -           | -           | 35     | 0      |
| 2020-2021           | Southampton         | PL                  | 21         | 1          | FACup+CdL       | 1+1             | 0               | -                  | -                  | -                  | -           | -           | -           | 23     | 1      |
| 2021-2022           | Southampton         | PL                  | 36         | 2          | FACup+CdL       | 4+2             | 0               | -                  | -                  | -                  | -           | -           | -           | 42     | 2      |
| lug.-ago.2022       | Southampton         | PL                  | 1          | 0          | FACup+CdL       | 0+1             | 0               | -                  | -                  | -                  | -           | -           | -           | 2      | 0      |
| Totale Southampton  | Totale Southampton  | Totale Southampton  | 217        | 7          |                 | 31              | 1               |                    | 8                  | 0                  |             | -           | -           | 256    | 8      |
| ago.2022-2023       | Girona              | PD                  | 33         | 2          | CR              | 1               | 0               | -                  | -                  | -                  | -           | -           | -           | 34     | 2      |
| 2023-2024           | Barcellona          | PD                  | 28         | 0          | CR              | 2               | 0               | UCL                | 7                  | 0                  | SS          | 0           | 0           | 30     | 0      |
| Totale Barcellona   | Totale Barcellona   | Totale Barcellona   | 29         | 0          |                 | 2               | 0               |                    | 7                  | 0                  |             | 1           | 0           | 32     | 0      |
| 2024-2025           | Girona              | PD                  | 12         | 0          | CR              | 0               | 0               | UCL                | 4                  | 0                  |             | -           | -           | 16     | 0      |
| Totale Girona       | Totale Girona       | Totale Girona       | 45         | 2          |                 | 1               | 0               |                    | 4                  | 0                  |             | 0           | 0           | 50     | 2      |
| Totale carriera     | Totale carriera     | Totale carriera     | 402        | 10         |                 | 42              | 2               |                    | 27                 | 0                  |             | 1           | 0           | 465    | 12     |

## Palmarès

### Club

#### Competizioni nazionali
- Supercoppa di Spagna: 1

Barcellona: 2010
- Campionato spagnolo: 1

Barcellona: 2010-2011
- Coppa d'Inghilterra: 1

Chelsea: 2011-2012

#### Competizioni internazionali
- UEFA Champions League: 1

Chelsea: 2011-2012
- UEFA Europa League: 1

Chelsea: 2012-2013